# Плёвиль
Плёви́ль (фр. Pleuville) — коммуна во Франции, находится в регионе Пуату — Шаранта. Департамент — Шаранта. Входит в состав кантона Рюэль-сюр-Тувр. Округ коммуны — Ангулем.
Код INSEE коммуны — 16264.
Коммуна расположена приблизительно в 340 км к юго-западу от Парижа, в 60 км южнее Пуатье, в 60 км к северо-востоку от Ангулема.

## Население
Население коммуны на 2008 год составляло 371 человек.
| 1962 | 1968 | 1975 | 1982 | 1990 | 1999 | 2008 |
| ---- | ---- | ---- | ---- | ---- | ---- | ---- |
| 672  | 606  | 534  | 511  | 454  | 364  | 371  |

## Администрация
| Период | Период | Фамилия         | Партия | Примечания |
| ------ | ------ | --------------- | ------ | ---------- |
| 1956   | 1971   | Морис Пелладо   |        |            |
| 1971   | 1983   | Роже Потро      |        |            |
| 1983   | 1989   | Франсуа Трийо   |        |            |
| 1989   | 1994   | Анн-Мари Венсан |        |            |
| 1994   | 2000   | Жак Беллейе     |        | фермер     |
| 2000   | 2014   | Даниель Лежандр |        | фермер     |

## Экономика
В 2007 году среди 209 человек в трудоспособном возрасте (15—64 лет) 118 были экономически активными, 91 — неактивными (показатель активности — 56,5 %, в 1999 году было 63,8 %). Из 118 активных работали 110 человек (66 мужчин и 44 женщины), безработных было 8 (3 мужчины и 5 женщин). Среди 91 неактивных 8 человек были учениками или студентами, 56 — пенсионерами, 27 были неактивными по другим причинам.

## Достопримечательности
- Замок Горс[фр.] (XV век). Исторический памятник с 2002 года[3]
- Замок Грольер
- Замок Плёвиль (XVII век)

## Фотогалерея

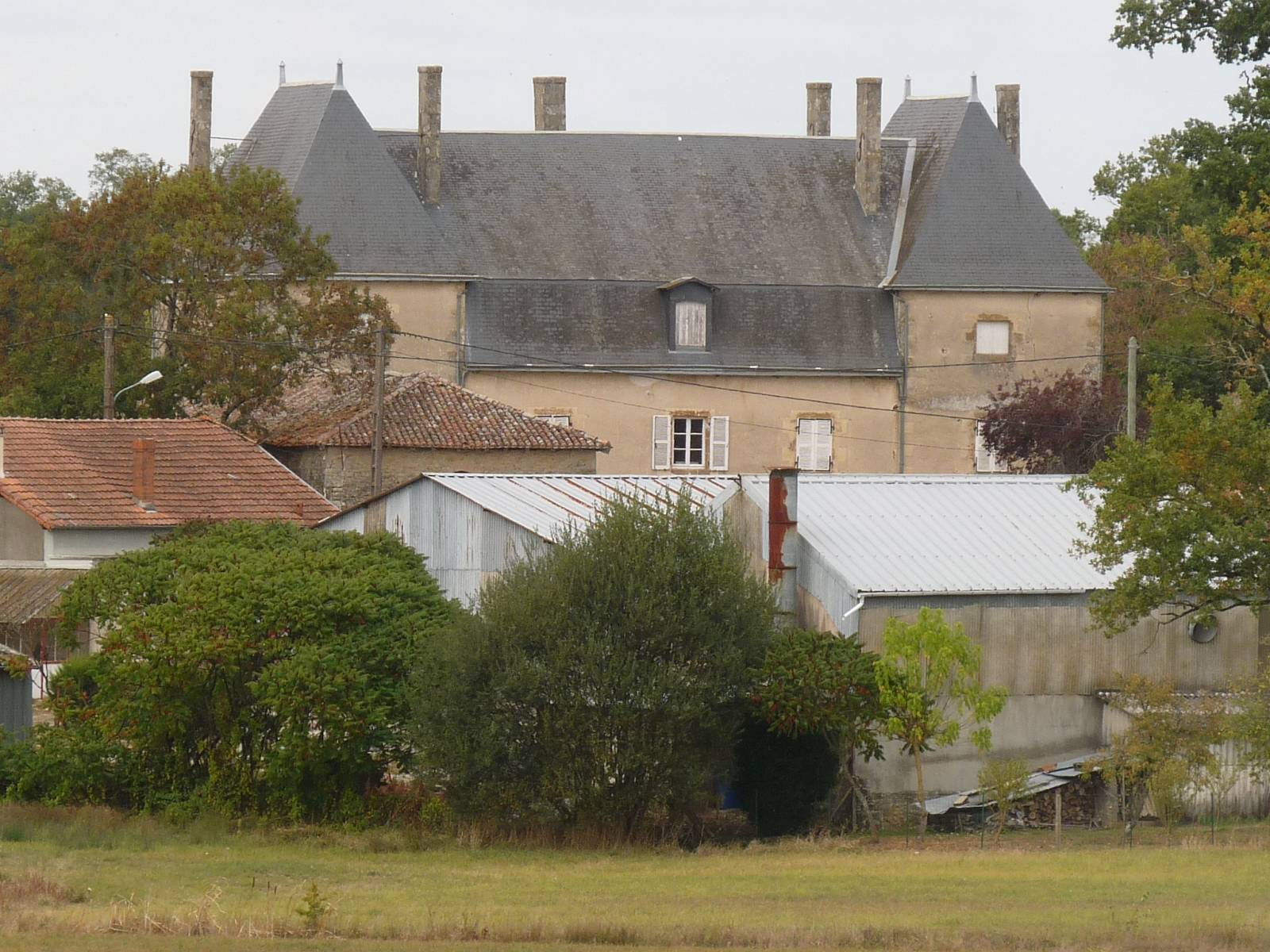
Замок Горс
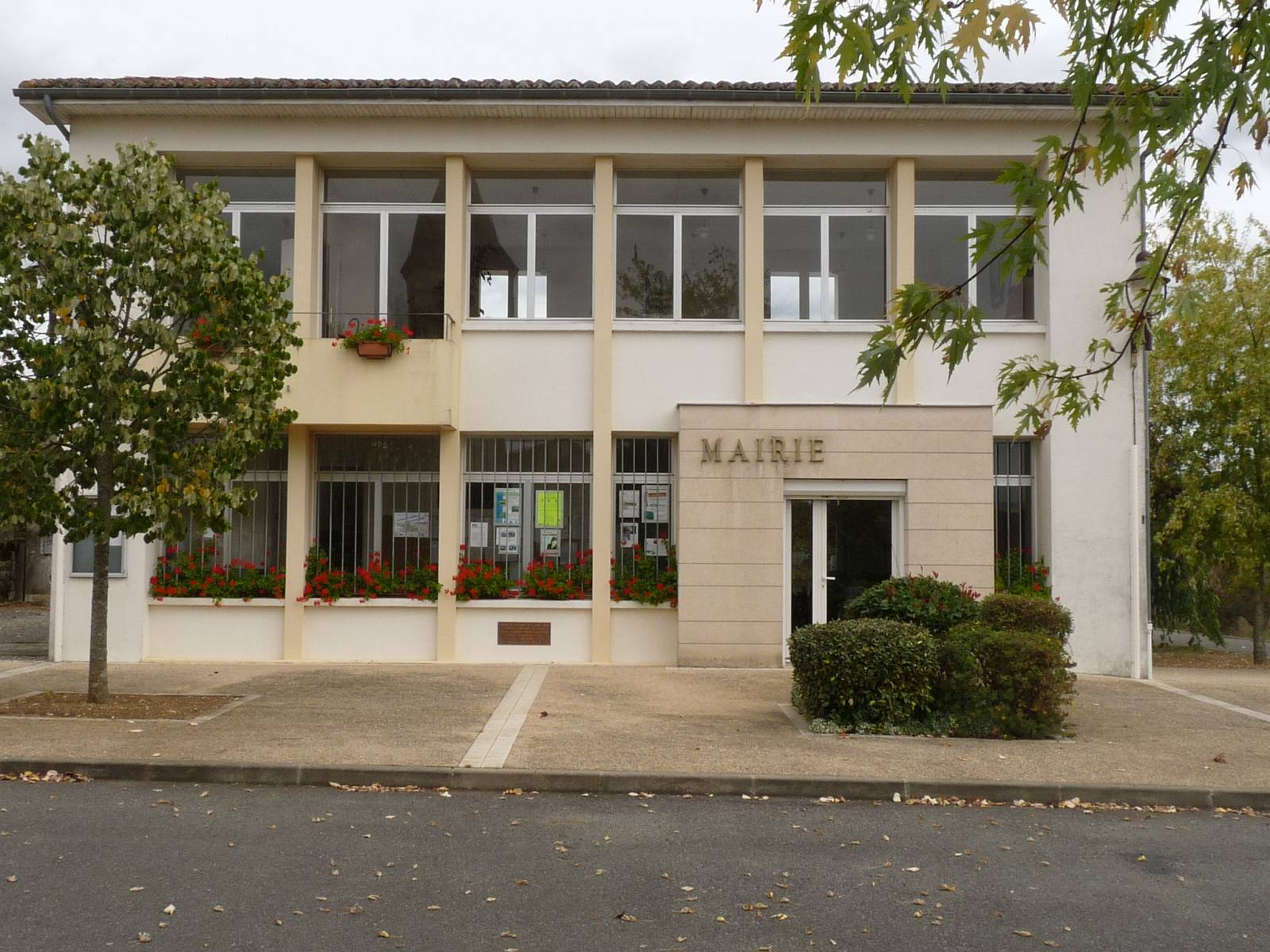
Мэрия
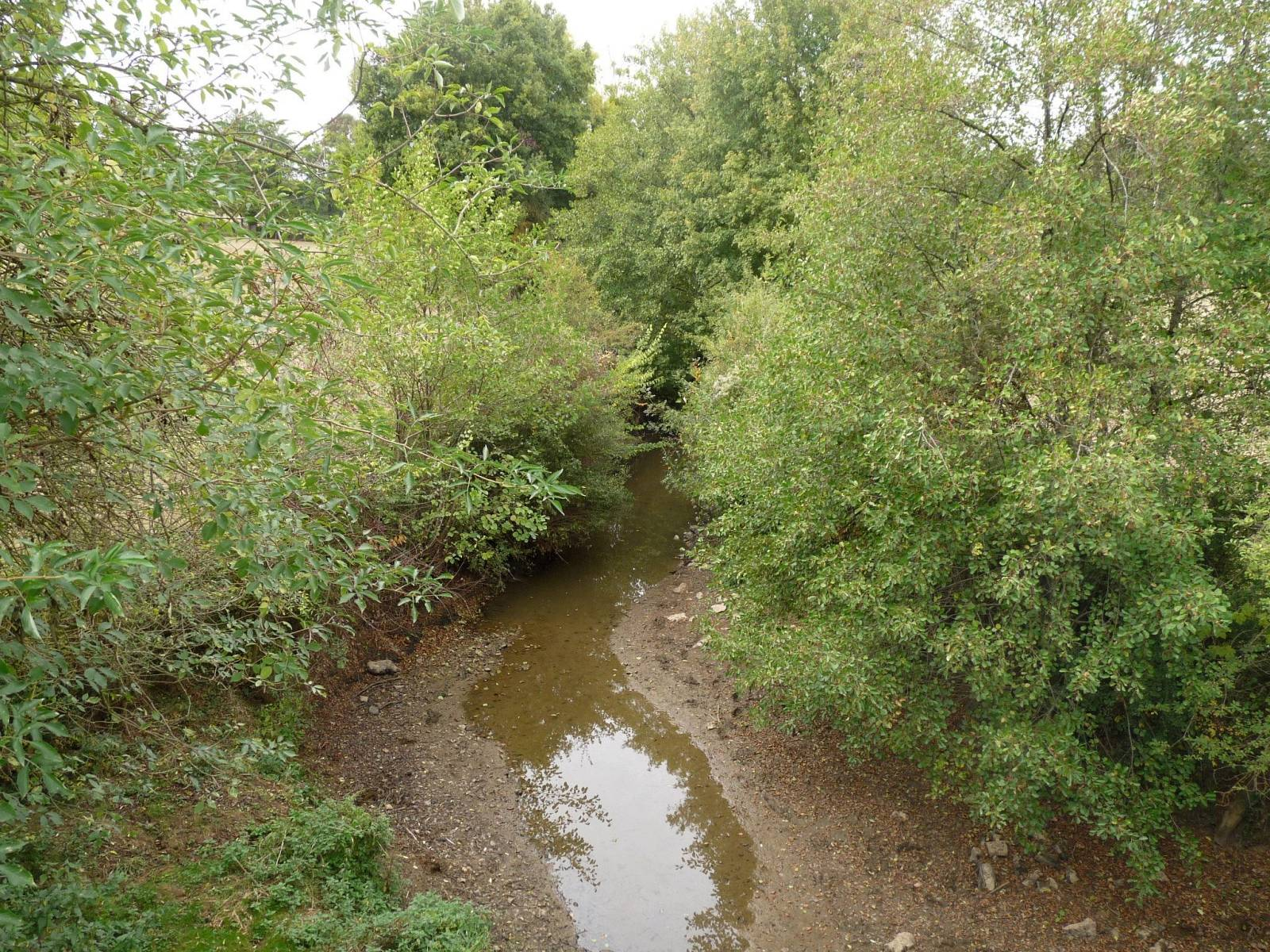
Ручей Трансон[фр.]